# Хейден (Айдахо)
Хе́йден (англ. Hayden) — город в округе Кутеней, штат Айдахо, США. На 2009 год численность населения составляла 13 190 человек.

## Описание
Деревня Хейден получила статус города 27 июня 1955 года. Основными сферами деятельности в Хейдене являются фермерство, выпас рогатого скота, обработка древесины и привлечение туристов на одноимённое озеро.
Хейден расположен в центральной части округа Кутеней на озере Хейден. Площадь города составляет 20,3 км². Высота центральной части города составляет 697 м. Через город проходит автомагистраль US 95. Недалеко от города расположен аэропорт.
Согласно данным за 2009 год, население Рексберга составляло 13 190 человек. Плотность населения равна 650 чел./км². Средний возраст населения — 38 лет и 8 месяцев. Половой состав населения: 47,6 % — мужчины, 52,4 % — женщины. Расовый состав населения по оценкам на 2005—2009 годы:
- белые — 95,8 %;
- индейцы — 0,9 %;
- азиаты — 0,7 %;
- прочие расы — 0,1 %;
- две и более расы — 2,5 %.

|                                                             | \| Климатограмма Хейдена \| Климатограмма Хейдена \| Климатограмма Хейдена \| Климатограмма Хейдена \| Климатограмма Хейдена \| Климатограмма Хейдена \| Климатограмма Хейдена \| Климатограмма Хейдена \| Климатограмма Хейдена \| Климатограмма Хейдена \| Климатограмма Хейдена \| Климатограмма Хейдена \| \| ----------------------------------------------------------- \| --------------------- \| --------------------- \| --------------------- \| --------------------- \| --------------------- \| --------------------- \| --------------------- \| --------------------- \| --------------------- \| --------------------- \| --------------------- \| \| Я \| Ф \| М \| А \| М \| И \| И \| А \| С \| О \| Н \| Д \| \| 83.3 2 −6 \| 62.7 5 −4 \| 59.4 9 −1 \| 48.0 14 2 \| 57.2 19 6 \| 52.3 23 10 \| 25.9 28 13 \| 29.5 29 13 \| 28.4 23 8 \| 42.4 16 3 \| 85.1 6 −1 \| 87.9 2 −4 \| \| Температура в °C • Сумма осадков в мм Источник: weather.com \| \| \| \| \| \| \| \| \| \| \| \| |           |           |           |            |            |            |           |           |           |           |
| Климатограмма Хейдена                                       | |           |           |           |            |            |            |           |           |           |           |
| Я                                                           | Ф | М         | А         | М         | И          | И          | А          | С         | О         | Н         | Д         |
| 83.3 2 −6                                                   | 62.7 5 −4 | 59.4 9 −1 | 48.0 14 2 | 57.2 19 6 | 52.3 23 10 | 25.9 28 13 | 29.5 29 13 | 28.4 23 8 | 42.4 16 3 | 85.1 6 −1 | 87.9 2 −4 |
| Температура в °C • Сумма осадков в мм Источник: weather.com | |           |           |           |            |            |            |           |           |           |           |